# Rebecca Goldstein
Rebecca Newberger Goldstein (nascida em 23 de fevereiro de 1950) é uma filósofa, romancista e intelectual pública estadunidense. Ela escreveu dez livros de ficção e não ficção. Goldstein possui um doutorado em filosofia da ciência pela Universidade de Princeton, e às vezes é comparada com romancistas como Richard Powers e Alan Lightman, que criam ficção que entende e simpatiza com a ciência.
Em suas três obras de não ficção, ela demonstrou afinidade com o racionalismo filosófico, bem como a convicção de que a filosofia, assim como a ciência, faz progressos, e que o próprio progresso científico é sustentado por argumentos filosóficos. Ela também enfatizou o papel que a razão filosófica secular desempenhou nos avanços morais.
Cada vez mais, em suas palestras e entrevistas, ela tem explorado o que chamou de "mattering theory" (teoria da importância) como uma alternativa ao utilitarismo tradicional. Esta teoria é uma continuação de sua ideia de "mapa da importância", sugerida pela primeira vez em seu romance The Mind-Body Problem. O conceito de mapa da importância tem sido amplamente adotado em contextos tão diversos como a crítica cultural, a psicologia e a economia comportamental.
Goldstein é uma bolsista MacArthur e recebeu a Medalha Nacional de Humanidades, o National Jewish Book Award e várias outras homenagens.

## Infância e educação
Goldstein, nascida Rebecca Newberger, nasceu em uma família judia ortodoxa em White Plains, Nova York. Ela tem um irmão mais velho, que é rabino ortodoxo, e uma irmã mais nova. Uma irmã mais velha morreu em 2001. Ela fez seu trabalho de graduação no City College of New York, UCLA e Barnard College, onde se formou como oradora da turma em 1972. Depois de obter seu Ph.D. da Universidade de Princeton, onde estudou com Thomas Nagel e escreveu uma dissertação intitulada "Redução, Realismo e a Mente", ela voltou para Barnard como professora de filosofia.

## Carreira
Em 1983, Goldstein publicou seu primeiro romance, The Mind-Body Problem, um conto serio-cômico do conflito entre emoção e inteligência, combinado com reflexões sobre a natureza do gênio matemático, os desafios enfrentados por mulheres intelectuais assim como a tradição e a identidade judaicas. Goldstein disse que escreveu o livro para "inserir a 'vida real' intimamente na luta intelectual. Resumindo, eu queria escrever um romance com motivação filosófica."
Seu segundo romance, The Late-Summer Passion of a Woman of Mind (1989), também foi ambientado no mundo acadêmico, embora com um tom muito mais sombrio. Seu terceiro romance, The Dark Sister (1993), foi uma partida de seu trabalho anterior: uma ficcionalização pós-moderna de família e questões profissionais na vida do filósofo e psicólogo norte-americano William James. Ela o seguiu com uma coleção de contos, Strange Attractors (1993), que foi um vencedor do National Jewish Honor Book e um livro notável do ano do New York Times. Uma mãe, filha e neta fictícias apresentadas em duas das histórias dessa coleção se tornaram os personagens principais do próximo romance de Goldstein, Mazel (1995), que ganhou o National Jewish Book Award e o Prêmio Edward Lewis Wallant de 1995.
A Bolsa MacArthur em 1996 levou à escrita de Properties of Light (2000), uma história de fantasmas sobre amor, traição e física quântica. Seu romance mais recente é 36 Argumentos para a Existência de Deus: Uma Obra de Ficção (2010), que explora as controvérsias em curso sobre religião e razão através do conto de um professor de psicologia que escreveu um best-seller ateu, enquanto sua vida é permeada por versões seculares de temas religiosos como messianismo, gênio divino e a busca pela imortalidade. O livro tem um longo apêndice de não ficção (atribuído ao protagonista do romance) que detalha 36 argumentos tradicionais e modernos para a existência de Deus, junto com suas alegadas refutações.  A National Public Radio escolheu-o como um de seus "cinco livros favoritos de 2010", e o The Christian Science Monitor nomeou-o o melhor livro de ficção de 2010.
Em 2014, ela publicou Platão no Googleplex: Por que a filosofia não vai acabar, uma exploração das raízes históricas e da relevância contemporânea da filosofia. O livro alterna entre capítulos expositivos sobre a vida e as ideias de Platão no contexto da Grécia antiga e diálogos modernos nos quais Platão é trazido à vida no século 21 e demonstra a relevância da filosofia discutindo com figuras contemporâneas, como um engenheiro de software na sede do Google, um apresentador de talk show de direita, um neurocientista afetivo e outros.

## Vida pessoal
Goldstein foi casada com o físico Sheldon Goldstein de 1969 a 1999.  Eles tiveram dois filhos. Em uma entrevista de 2006 com Luke Ford, Goldstein disse:
Eu vivi como (judia) Ortodoxa por muito tempo. Meu marido era Ortodoxo. Porque eu não queria ser hipócrita com nossos filhos, eu guardei tudo para mim mesma. Eu estava dividida como um personagem em um romance russo. Durou até o fim da faculdade. Eu me lembro de deixar uma aula sobre misticismo em prantos porque eu havia abandonado Deus. Aquele foi provavelmente meu último lampejo de fervor religioso. Então foi embora, e eu era uma ateia feliz.
Em 2007, ela se casou com o psicólogo cognitivo Steven Pinker.